# Пауфлер, Николай Евгеньевич
Николай Евгеньевич Пауфлер (1891 — 10 февраля 1934) — чекист (ОГПУ), номенклатурный работник в СССР.

## Биография

### Послужной список
- В царской армии имел звание поручика.
- Заведовал отделом социального обеспечения Моссовета (26 ноября 1918 — 20 июня 1919 гг.);

- Член комфракции Помгола как член коллегии Наркомата социального обеспечения РСФСР (1921 г.)

- Член коллегии Наркомата социального обеспечения РСФСР (1919—1922)

- Главное управление кадров РККА (февраль-сентябрь 1922 г.)

- Начальник Главного Управления Гострудсберкасс СССР (июль-октябрь 1923 г.)

- Директор авиазавода № 39 им. Менжинского (1930 и 1931 гг.)

- Инспектор по электро-радиооборудованию Главной инспекции ГВФ СССР (1930 г.)

- С 18.06.1930 — в распоряжении ЦК ВКП(б)

- Работал в торгпредстве СССР в Германии (1930);

- Содиректор от СССР «Русско-германского Общества воздушных сообщений „Дерулуфт“» (1930—1931 гг.);

- Начальник Центрального конструкторского бюро ЦАГИ (август 1931 — январь 1932)

- Начальник Спецавиатреста Главного управления авиапромышленности НКТП СССР (до 1934 г.)

### Участие в репрессиях
Пауфлер, будучи директором авиазавода № 39 от ОГПУ контролировал работу в ЦКБ-39 конструкторов Д. П. Григоровича, Н. Н. Поликарпова, А. Н. Седельникова, В. Л. Корвин-Кербера, Н. Г. Михельсона, Е. И. Майоранова. Так же под его контролем находились В. А. Тисов, П. М. Крейсон, И. М. Косткин, А. В. Надашкевич, Б. Н. Тарасович, В. С. Денисов.

### Конфликт в ЦАГИ
В 1931 г., после объединения ЦАГИ с авиазаводом № 39 Пауфлер, с учётом его положения в ОГПУ и прямых связей с замещавшим Менжинского Г. Г. Ягодой, был назначен начальником ЦАГИ. На этой должности он немедленно предпринял атаку на положение главного конструктора Туполева А. Н. и сместил его с должности Зам.начальника ЦАГИ (Приказ по ЦАГИ № 174 от 25 сентября 1931 г.)
После перехода Главного управления авиапромышленности с 10 января 1932 г. в Наркомат тяжелого машиностроения под руководством Серго Орджоникидзе, авиастроителям удалось сбросить подчиненность ОГПУ. Вместо Пауфлера начальником ЦАГИ был назначен Харламов Н. М..

## Награды и звания
Награждён орденом «Красной Звезды».